# Bernadeta Krynicka
Bernadeta Krynicka z domu Przestrzelska (ur. 16 kwietnia 1970 w Łomży) – polska pielęgniarka, polityk i samorządowiec, przewodnicząca rady miejskiej Łomży (2014–2015), posłanka na Sejm VIII kadencji.

## Życiorys
Kształciła się w Studium Medycznym w Łomży. Ukończyła następnie studia z zakresu pedagogiki opiekuńczo-wychowawczej, licencjat uzyskała w 1999 we Wszechnicy Mazurskiej w Olecku, a magisterium w 2000 na Uniwersytecie w Białymstoku. W 2013 uzyskała licencjat z pielęgniarstwa w Wyższej Szkole Agrobiznesu w Łomży.
Od 1991 zatrudniona jako pielęgniarka, w 1999 została pielęgniarką oddziałową Oddziału Dziecięcego Szpitala Wojewódzkiego w Łomży. Zatrudniona również jako asystent w Instytucie Pielęgniarstwa Państwowej Wyższej Szkoły Informatyki i Przedsiębiorczości w Łomży.
Zaangażowała się w działalność polityczną w ramach Prawa i Sprawiedliwości. W 2010 i 2014 uzyskiwała mandat radnej Łomży, po wyborach samorządowych w 2014 objęła stanowisko przewodniczącej rady miejskiej.
W wyborach parlamentarnych w 2015 kandydowała do Sejmu w okręgu białostockim. Została wybrana na posłankę VIII kadencji, otrzymując 7624 głosy. Została członkiem Komisji Polityki Społecznej i Rodziny oraz Komisji Zdrowia. W wyborach w 2019 nie uzyskała poselskiej reelekcji. W grudniu tego samego roku została bez konkursu zatrudniona w macierzystym Szpitalu Wojewódzkim w Łomży na stanowisku kierownika Działu Kontraktowania i Nadzoru Świadczeń Medycznych. W marcu 2020 zawieszono ją w prawach członka partii po krytycznej wypowiedzi o przygotowaniu łomżyńskiego szpitala na pandemię COVID-19.
W maju 2020 została członkiem rady nadzorczej Miejskiego Przedsiębiorstwa Gospodarki Komunalnej i Mieszkaniowej w Łomży, a w lipcu dyrektorem MPGKiM. W 2024 uzyskała mandat radnej Sejmiku Województwa Podlaskiego VII kadencji. W tym samym roku z ramienia PiS wystartowała w wyborach do Parlamentu Europejskiego z okręgu nr 3.

## Życie prywatne
Jest rozwódką, matką trojga dzieci, w tym córki, u której zdiagnozowano zespół Downa.